# Municipio de Hendersonville
El municipio de Hendersonville (en inglés: Hendersonville Township) es un municipio ubicado en el  condado de Henderson en el estado estadounidense de Carolina del Norte. En el año 2010 tenía una población de 47.527 habitantes.

## Geografía
El municipio de Hendersonville se encuentra ubicado en las coordenadas 35°18′56.42″N 82°28′21.43″O / 35.3156722, -82.4726194.